# Chytonix chlorophila
Chytonix chlorophila är en fjärilsart som beskrevs av Druce 1908. Chytonix chlorophila ingår i släktet Chytonix och familjen nattflyn. Inga underarter finns listade i Catalogue of Life.